# Padre Jony
Joan Enric Reverté Simó,  más conocido como Padre Jony nació el 23 de noviembre de 1967 en Amposta, Tarragona, España. Es considerado como un icono de su pueblo natal, Amposta. Es un antiguo sacerdote católico que ha incursionado musicalmente en los géneros de rock y rap cristiano. Es fundador de la Fundación Provocando la Paz, Plataforma antiaborregamiento y del proyecto Radio Palangana.

## Biografía
Su afición por la música llegó a temprana edad comenzando a tocar guitarra siendo un niño de 8 años. Ingresó en el seminario de Tortosa y fundó su primera banda llamada Seminari Boys. Fue ordenado sacerdote el 11 de octubre de 1992 en Amposta. Su ministerio lo comenzó en el municipio de Morella donde creó una escuela de guitarra para brindar clases a más de 80 jóvenes. Como sacerdote ha impartido clases en varios colegios e institutos, también ha sido delegado de Misiones de la Diócesis de Tortosa. Realizó colaboraciones misioneras en Honduras  y África. Estos viajes le ayudaron a ampliar sus vivencias humanas y musicales por el contacto con las diferentes culturas.
En 1999 fundó la banda de estilo rock Properly y logró participar en más de 40 conciertos, para 2004 fundó un nuevo grupo y a mediados de 2005 publicó su primer disco titulado Provocando la paz, sentando las bases del rock profético. Con este estilo de música anuncia el mensaje de Dios a su generación, denunciando injusticias y defendiendo  a los desfavorecidos. Tomó como lema Paz, Jesús y rock’n’roll y elige como carta de presentación su tema Globalización alternativa.
inició una gira musical por diferentes ciudades de España y por varios países de Europa y América: Estados Unidos, Italia, República Dominicana, Colombia, creando al mismo tiempo, la Fundación Provocando la paz.
A finales de 2007 publicó su segundo disco titulado El buscador.  En julio de 2008 viajó a Guatemala y visitó el centro «Xajanaj Kahalepana» (traducido del idioma pocomam como Juntos saliendo adelante) ubicado en Chinautla. Este centro fue apoyado por la Fundación Provocando la Paz con los beneficios de la gira y la venta del primer disco.
En 2008 publicó el cuento La maravillosa historia de la estrella de Navidad y para febrero de 2009 fundó junto a algunos profesores la “plataforma antiaborregamiento” que sirve como lucha contra la lacra social del aborregamiento de los jóvenes. También en este año publicó su libro titulado Notas de un cura rockero y gana el certamen Imaginarios ecoteológicos con su trabajo El dinero no se puede comer. Meditaciones a partir de un video clip. Este concurso fue creado por investigadores de Ecoteología de la Facultad de Teología de la Universidad Javeriana de Bogotá en Colombia.
Con motivo de cumplirse 100 años de la fundación de la Corte de Honor de la Virgen de la Cinta  en 2010, celebró una Misa roquera en la catedral de Tortosa, siendo la primera de este tipo celebrada en una catedral. La Misa finalizó con el Himno a la Virgen de la Cinta, pieza musical representativa de Tortosa pero con una versión creada para tal misa.
Como iniciativa de la Fundación Provocando la Paz y con la colaboración de estudiantes de varios institutos y un grupo de profesores en marzo de 2011 fundó el proyecto educativo Radio palangana. Sigue trabajando en su proyecto: Fundación Provocando la Paz.

## Giras musicales
- Estados Unidos (agosto de 2005)
- Italia (abril de 2006)
- República Dominicana (junio de 2006)
- Colombia (septiembre de 2007)
- Francia (marzo de 2008)
- Venezuela (noviembre de 2008)
- Guatemala (septiembre de 2009)
- Portugal (febrero de 2011)
- Francia (agosto de 2012)
- España (2005-2007 y 2009-2012).

## Premios
Por su labor musical y solidaria le otorgan el Premio Amposta  el 11 de marzo de 2006. 
El 11 de junio de 2006 el Ayuntamiento de San Guim de Freixanet en su décima edición le otorgó el Premio Quin parell d’ous junto al expiloto de rallies de motocicletas Marc Coma Camps.